# ديف هانكوك
ديف هانكوك (بالإنجليزية: Dave Hancock)‏ (24 يوليو 1938 في المملكة المتحدة - 6 يونيو 2007 في جنوب أفريقيا) هو لاعب كرة قدم بريطاني في مركز نصف الجناح. لعب مع نادي إكزتر سيتي ونادي بليموث أرجايل ونادي توركي يونايتد ونادي ديربن يونايتد ‏.